# حشره‌خوار مشکین باتلاق
 حشره‌خوار مشکین باتلاق (نام علمی: Crocidura mariquensis) نام یک گونه از سرده حشره‌خوارهای دندان‌سفید است.